# Jüdische Gemeinde Calvörde
Die Geschichte der Jüdischen Gemeinde in Calvörde begann mit dem Zuzug der ersten Juden ab 1752 und bereits nach wenigen Jahrzehnten verzog der Großteil der jüdischen Familien, aus wirtschaftlichen Gründen, aus Calvörde.

## Entstehung
Im 18. Jahrhundert gehörte Calvörde mit dem gesamten Amt Calvörde zum Herzogtum Braunschweig. Juden hatten zu dieser Zeit die Möglichkeit, einen Schutzbrief gegen entsprechendes Entgelt beim Landesherrn zu erwerben. Da Juden keine Bürgerrechte besaßen, garantierte ihnen der Brief gewisse Sicherheiten. In dieser Zeit entstanden eine Synagoge und ein jüdischer Friedhof.

## Jüdischer Friedhof

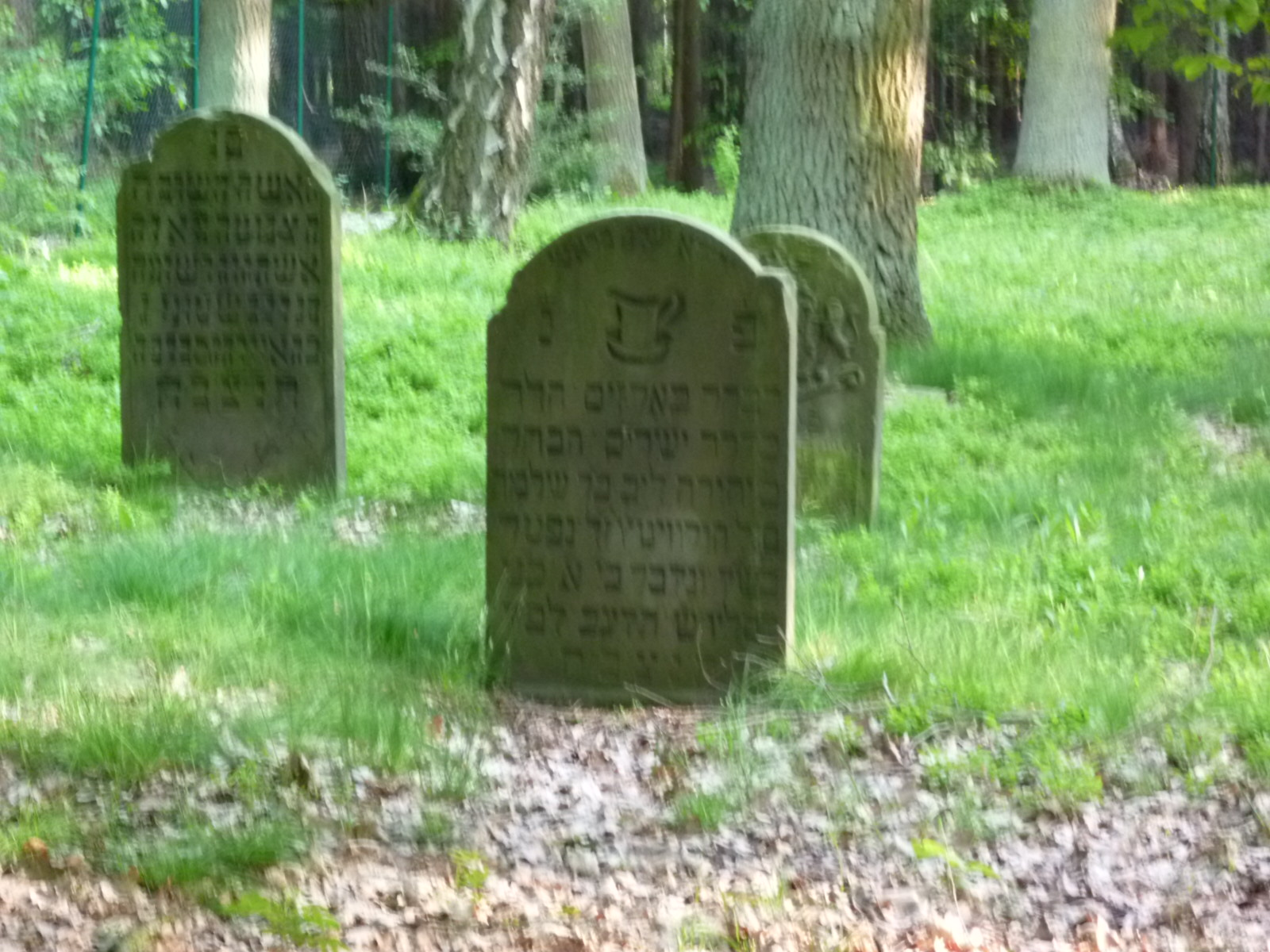
Grabsteine auf dem Jüdischen Friedhof

Der jüdische Friedhof von Calvörde wurde vermutlich in der zweiten Hälfte des 18. Jahrhunderts in der Flur „Schäffertrift“ (oder „Jenseits der Schäferei“) angelegt. Diese befindet sich etwa 1 km südlich von Calvörde am Rande eines Waldgebietes. Auf dem Friedhof sind heute noch sieben Grabsteine (Mazewot) vorhanden. Davon sind zwei zerstört und drei stehen aufrecht. Der älteste noch lesbare Stein ist von 1787, der jüngste von 1866. Die Friedhofsfläche umfasst 450 m². Das Grundstück wird durch einen etwa 50 cm tiefen Graben begrenzt. Obwohl es kaum sichtbare Überreste auf dem Friedhof gibt, kam es 1982 und 1983 zu Grabschändungen. 1984 wurde der Friedhof wieder hergerichtet; die Grabsteine wurden wieder aufgestellt.

## Zeit des Königreichs Westphalen
Während der napoleonischen Zeit gehörte der Raum Calvörde 1808 als Kanton Calvörde zum Königreich Westphalen.
Laut einer Aufzeichnung vom 20. Mai 1808 war Israel Joel der geistige Lehrer der jüdischen Gemeinde. Es kam monatlich immer ein Rabbi, um den Gottesdienst in der Synagoge Calvörde abzuhalten.

Als 1804 der Code civil erlassen wurde, der die Gleichstellung aller Bürger regelte, wurden die Juden verpflichtet, neben ihren eigenen auch deutsche Familiennamen anzunehmen. Der Schutzbrief war damit hinfällig, doch in den Köpfen der Einwohner hatte sich der Begriff gefestigt.
 Es wurden Urkunden in jener Zeit ausgestellt über Verlöbnis, Heirat und Tod. Diese waren vom damaligen Maire der Commune (Bürgermeister) und des Kantons Calvörde A. W. Vibrans unterzeichnet.
In der Zeit von 1808 und 1810 wurden in Calvörde vier Ehen zwischen Juden geschlossen.
- 24. Oktober 1808: Jacob Herz Friede (29 Jahre alt) und Hebe Danne (16 Jahre alt)
- 24. Oktober 1808: Hertz Friede (26 Jahre alt) und Itzig aus Fallersleben (21 Jahre alt)
- 26. Januar 1810: Salomon Moses Tasse (Vorfahre von Albert Tasse) und Rahel Magnus aus Stendal
- 28. März 1810: Philipp Salomon Harwitz (28 Jahre alt) und Sara Salomon

In der Zeit von 1808 bis 1810 wurden 5 Geburten verzeichnet.

## Ende
Die Juden verdienten sich ihren Lebensunterhalt meist durch Handel und Geldverleih. Infolge der Gründung des Deutschen Zollvereins 1834 und der Verlegung der Frachtstraßenverbindung von Hamburg nach Leipzig, die bisher über Calvörde geführt hatte, begann für die Gemeinde der wirtschaftliche Niedergang. Diese Umstände führten dazu, dass der Großteil der jüdischen Familien wieder von Calvörde verzogen.
 Einzelne jüdische Familien waren im Kaiserreich bis in die NS-Zeit hinein in Calvörde als Händler tätig, wie Moses Tasse, er unterhielt ein Hut- und Mützenlager und betrieb ein Schuh- und Stiefelgeschäft.